# Wyeomyia pilicauda
Wyeomyia pilicauda är en tvåvingeart som beskrevs av Francis Metcalf Root 1928. Wyeomyia pilicauda ingår i släktet Wyeomyia och familjen stickmyggor. Inga underarter finns listade i Catalogue of Life.